# Clotilde Perez
Maria Clotilde Perez Rodrigues (São Paulo, 30 de abril de 1970) é professora universitária, semioticista, pesquisadora, escritora, consultora, colunista brasileira e atual diretora da Escola de Comunicações e Artes da Universidade de São Paulo (ECA-USP). Foi chefe do do Departamento de Relações Públicas, Publicidade e Turismo da ECA USP entre os anos de 2017 e 2021.Seus estudos se concentram nas áreas da semiótica, comunicação, consumo, publicidade, criatividade, inovação nas humanidades, brasilidade, tendências e sociedade contemporânea. Apresenta palestras e seminários no Brasil e exterior sobre semiótica, suas aplicações no mercado em uma perspectiva latino-americana e brasileira em diálogo com os grandes movimentos globais.
Clotilde é doutora pelo programa de pós-graduação em Comunicação e Semiótica da Pontifícia Universidade Católica de São Paulo (PUC-SP). Professora titular da Universidade de São Paulo (USP). Livre-docente em Ciências da Comunicação, professora do PPGCOM/USP, chefe do Departamento de Relações Públicas, Publicidade e Turismo pela mesma universidade, e líder do Grupo de Estudos Semióticos em Comunicação, Cultura e Consumo (GESC3).

## Formação
Graduou-se em Administração em 1994 pela Pontifícia Universidade Católica de São Paulo (PUC-SP). No ano seguinte, ingressou no programa de mestrado em Administração na mesma instituição, obtendo o título em 1998, sob orientação de Alexandre Luzzi Las Casas, com a dissertação Estratégias mercadológicas em ambientes competitivos.
Tornou-se Doutora em Comunicação e Semiótica em 2001, também pela PUC-SP, sob a orientação de Maria Lucia Santaella, com a tese Marketing & Semiótica: um modelo de análise das expressões de marca.
Em 2007 defendeu sua tese de livre-docência, na ECA-USP, com o título Universo sígnico do consumo: o sentido das marcas.
Após obter o título de livre-docente em Comunicação, Perez deu continuidade à sua formação acadêmica realizando três pós-doutorados: em 2009, na Universidade de Múrcia, com ênfase em comunicação e bolsa da Fundación Carolina; em 2011, na Universidade Católica Portuguesa; e em 2013, na Universidade de Stanford, com ênfase em Design Thinking.

## Carreira

### Atuação acadêmica
Clotilde ingressou na Escola de Comunicações e Artes da Universidade de São Paulo como professora associada em 2002, do curso de graduação em Publicidade e no programa de pós-graduação em Ciências da Comunicação. Em 2017 foi aprovada no concurso para Professora Titular de Semiótica.
Foi assessora da VRAC - Vice Reitoria Acadêmica e da Reitoria da Pontifícia Universidade Católica de São Paulo entre 2004 e 2008. Também foi assessora da Fundasp – Fundação São Paulo entre 2011 e 2013.
Foi chefe do departamento de Relações Públicas, Propaganda e Turismo da ECA por dois mandatos (2017-2021), coordenadora do Programa de Pós-graduação em Ciências da Comunicação da ECA USP (2021-2023) e vice-presidente da CPG – Comissão de Pós-Graduação da ECA. E é bolsista Produtividade 2 do CNPq.
Com uma pluralidade de temáticas nos projetos de pesquisa apresentados na Universidade de São Paulo, Clotilde Perez tem na semiótica e no consumo o cerne de seus estudos. E cita a semiótica de Charles Sanders Peirce:
“O principal fundamento teórico da minha atuação como pesquisadora é a semiótica de Peirce, mais recentemente articulada à antropologia e à psicanálise. Então, eu diria que eu tenho esses três eixos teóricos que articulam todas as investigações sobre consumo, publicidade, tendências, criatividade e toda a discussão dos limites do consumo”— Clotilde Perez
O olhar para a sociedade e o entendimento do espírito do tempo de cada época aparece de maneira transversal nos estudos da pesquisadora e colabora para o aprofundamento de ideias acerca da comunicação, consumo e identidades. Realizou extensos trabalhos no âmbito da pesquisa de tendências (2011-2018) e na elaboração de um novo olhar para a comunicação contemporânea no conceito de uma Ecologia Publicitária (2018-atual). Além disso, a interdisciplinaridade com a Antropologia constituiu as ideias acerca de rituais de consumo (2017-atual) e colaborou para a composição da metodologia para o projeto “Os sentidos da criatividade brasileira: mestiçagem, escassez e empreendedorismo” (2013-2016).
Em 2018, implantou na Escola de Comunicações e Artes (ECA-USP) o curso de especialização do qual é coordenadora: Cultura Material e Consumo: Perspectivas Semiopsicanalísticas, que consiste em um programa de especialização que, unindo teoria e prática, investiga os fenômenos de consumo e a cultura material a partir de uma visão interdisciplinar. O programa tem fundamento em abordagens semióticas e psicanalíticas, e analisa como os símbolos e narrativas tem efeitos sobre as relações sociais, os padrões de consumo e formação da identidade na atualidade.
Em 2021 elaborou o primeiro curso de pós-graduação totalmente a distância da ECA USP, o MBA de Negócios e Estética da Moda, iniciando a primeira turma em 2022. Perez tem uma intensa presença dentro da universidade. É coordenadora do curso de especialização MBA em Negócios e Estética da Moda.
Além disso, Clotilde participa ativamente da esfera administrativa da USP, integrando a comissão de prêmio de teses e dissertações, comissão de diversidade e inclusão, GT Inovação nas humanidades, entre outras e é Vice- presidente da CPG – Comissão de Pós Graduação da ECA USP. É a figura por trás de diversos convênios acadêmicos internacionais, com destaque para os convênios com a Universidade Católica de Portugal, Universidad de Murcia e Universidade de Turim.
Ainda antes da Universidade de São Paulo, Perez ingressou na Pontifica Universidade Católica de São Paulo em 1995 como auxiliar de ensino, realizando uma sequência de concursos nos anos seguintes até, em 2004, chegar à condição de Professora Associada, cargo que continua a ocupar. Ademais, participou da vida administrativa da universidade como Assessora da Vice-Reitoria (2005) e Assessora de Comunicação da Reitoria (2007).
Fora do Brasil, foi professora visitante junto ao CDR – Centre for Design Research, dirigido pelo professor Larry Leifer na Universidade de Stanford (Estados Unidos) em 2013. Na Europa, é professora visitante nas universidades de Murcia (Espanha), na Universidade de Sevilla e na Católica Portuguesa (Portugal), atuando desde 2010 e 2003, respectivamente, até os dias de hoje. Na América Latina é professora convidada na Universidad Católica do Chile e na Universidad Católica do Peru, estando presente em diversas ocasiões de formação e na condução de projetos científicos e de gestão universitária.
Um nome importante nos congressos de comunicação nacionais e internacionais, Perez é fundadora e presidente da ABP2 – Associação Brasileira de Pesquisadores em Publicidade e Propaganda, idealizadora e organizadora do PropesqPP – Encontro Nacional de Pesquisadores em Publicidade e Propaganda e foi coordenadora do Grupo de Trabalhos em Publicidade e Propagada do Congresso da INTERCOM – Sociedade Brasileira de Estudos Interdisciplinares em Comunicação por diversos anos. Com atuação na Compós- Associação Nacional de Pós-graduação em Comunicação, foi vice coordenadora do GT Consumos e Processos Comunicacionais, e coordenadora do GT, com mandato até 2024. No âmbito internacional, é presidente da FELS -  Federación Latinoamericana de Semiotica. Foi eleita vice-presidente da federação, com chapa encabeçada por Chema Paz Gago (Espanha) com gestão até 2024. Tem presença em todas as edições dos congressos IASS – International Association for Semiotics Studies, sendo keynote speaker no 15º. Congresso IASS, em Thessaloniki, na Grécia e conferencista principal no XII Congreso Internacional Chileno de Semiótica, em Santiago, com a temática “Semiótica de las emociones: La centralidad del consumo en la formación de imaginarios”.
Além disso, em parceria com Eneus Trindade, é líder do GESC3 – Grupo de Estudos Semióticos em Comunicação, Cultura e Consumo, certificado pelo CNPq - Conselho nacional de Desenvolvimento Científico e Tecnológico e pela Universidade de São Paulo. O grupo realiza pesquisas, promove discussões e faz publicações a respeito dos fenômenos comunicacionais, midiáticos, mercadológicos e culturais e seus reflexos na sociedade contemporânea, particularmente, nas manifestações do consumo. Com uma temática consonante, é também editora-chefe, juntamente com Eneus Trindade, da Revista Signos do Consumo, periódico destinado a publicações de artigos científicos e resenhas de livros, classificada no sistema Qualis como B2.
É membro do Conselho Editorial da revista Matrizes (qualis A1), da revista DeSignis (Barcelona/FELS) e do Cuadernos.Info (UC, Chile). É diretora da coleção “Arte, Comunicación y Consumo”, da editora SB da Argentina, a convite de Andrés Telesca. O selo tem o objetivo de ampliar a presença de autores brasileiros no espaço da língua espanhola tanto na América Latina, quanto na Espanha.
É curadora da coluna Academia & Mercado, publicada semanalmente no Portal Nosso Meio, que "tem o objetivo de apresentar análises e interpretações dos fenômenos comunicacionais presentes em nossa sociedade, oferecendo reflexões embasadas cientificamente e caminhos rentáveis ao cotidiano da ecologia comunicacional e midiática na qual estamos inseridos" . É colunista da revista Casa e Jardim, com a coluna intitulada Sentidos do Habitar, criada em 2016.
Fez parte do Grupo Interdisciplinar de Apoio da Cátedra Oscar Sala (parceria entre o Instituto de Estudos Avançados da Universidade de São Paulo com NIC.br e Comitê Gestor da Internet no Brasil) ao lado de Demi Getschko, Christian Dunker, Fábio Cozman, Gisele Beiguelman, Glauco Arbix, Luiz Fernando Castro e Pedro Vitoriano de Oliveira. A gestão da cátedra durante o ano de 2021 esteve sob o comendo de Lucia Santaella.

### Atuação mercadológica
O prolongado contato com a universidade e uma formação que carrega os princípios da administração aliados às perspectivas contemporâneas sobre comunicação e marketing, fizeram com que Clotilde começasse a prestar serviços de consultoria para diversas empresas brasileiras e multinacionais. O reconhecimento da pesquisadora no mercado nacional é resultado de seu amplo conhecimento nessas disciplinas associado a um pensamento estratégico e sua capacidade reflexiva, que implicaram na publicação de livros, artigos científicos e colunas sobre a construção e os sentidos das marcas no mundo contemporâneo.
A semiótica foi o caminho escolhido por Perez para levar à atuação mercadológica uma visão multidisciplinar que ajudasse a entender a complexidade do consumo contemporâneo. Dessa interlocução surgiram ideias amplamente discutidas como “o fim do target”, isto é, o afastamento da visão simplista do consumidor a partir de suas características sociodemográficas para seu entendimento como ser complexo com identidades móveis.
A troca entre o pensamento acadêmico e mercadológico foi constante desde o início desse trabalho. Se por um lado, as reflexões da universidade eram levadas ao mercado para melhor compreensão das dinâmicas de consumo e da produção de sentido das marcas, o contato com empresas e consumidores colaborou com a empiria para robustez das teorias desenvolvidas na esfera científica.
Desde o início acompanhada de orientandos da Universidade de São Paulo, esse trabalho resultou em 2014 na criação da Casa Semio, um instituto de pesquisa localizado em São Paulo que busca expandir as fronteiras tradicionais do setor e conjugar novas disciplinas junto ao cânone da pesquisa de mercado. Segundo o site da empresa, os pesquisadores ali presentes ambicionam a “ampliação do entendimento de questões sobre o mundo atual a partir da combinação de disciplinas e linhas de pensamento distintas, abandonando polarizações simplificadoras e pouco condizentes com a rede multicultural que vivenciamos na contemporaneidade”.
Nesse contexto, a Casa Semio é voltada exclusivamente à semiótica aplicada ao mercado. As pesquisas são embasadas pela teoria de Charles Sanders Peirce que, aliada ao método desenvolvido pelo autor, permite revelar o potencial comunicativo de qualquer signo a partir do entendimento de seu processo de significação. Essa metodologia – que se diferencia da pesquisa de mercado tradicional ao se ater ao signo e não ao consumidor – é aplicada pela empresa para o desvelamento dos significados contidos em produtos, embalagens, rótulos ou identidades visuais, entendimento da linguagem apropriada em diferentes comunicações, construção de universos de sentido para explorar a profundidade e extensão de diferentes conceitos, ou mesmo na área jurídica, como laudo semiótico para comprovar (ou negar) a existência de plágio em manifestações de marcas. Essa última se apresenta ainda em desenvolvimento no Brasil, com o pioneirismo de Perez, tendo realizado mais de 150 laudos, colaborando também para o aperfeiçoamento dos processos judiciais relativos à copias em expressões marcárias.
Além disso, o trabalho realizado por Clotilde Perez na Casa Semio se articula com outros métodos e teorias em projetos de dimensões nacionais e globais. Em 2018, um estudo que contou com discussões em grupo, pesquisas em profundidade e análise semiótica explorou o mercado de joias brasileiro, entendendo os sentidos gerados pelas marcas e os valores do consumidor em relação ao setor. Já em 2003, em parceria com a Ipsos Brasil, Perez idealizou o Observatório de Tendências em conjunto com Raquel Siqueira. O ambicioso projeto bienal, que lançou sua oitava onda em 2018, apresenta um denso referencial teórico para estudar tendências para além de sua efemeridade, mas em uma temporalidade estendida, entendendo-as como valores sociais. A etnografia foi conciliada com técnicas tradicionais de pesquisa de mercado para coleta de dados, enquanto a semiótica e a psicanálise possibilitaram a interpretação e entendimento dos sentidos contidos nesses materiais.
Em janeiro de 2022, Clotilde Perez deixa a gestão da Casa Semio, mantendo-se como Fundadora.

## Livros publicados

### Autoria
- 2023: Charles Sanders Peirce - A Fixação da Crença. São Paulo: Paulus.[44]
- 2020: Há limites para o consumo? São Paulo: Estação das Letras e Cores.[45][46]
- 2017: Signos da Marca: expressividade e sensorialidade. 2ª. ed. São Paulo: Cengage Leaning.
- 2011: Mascotes, semiótica da vida imaginária. São Paulo: Cengage Learning.[47]
- 2015: Massillon: o filho da Terra da Mãe e Deus. São Paulo: Estação das Letras e Cores.[48]
- 2004: Signos da Marca: expressividade e sensorialidade. São Paulo: Cengage Leaning.[49]

### Coautoria
- 2023: Cultura Global Publicitária. Madrid: COmunicación Social, España.[50]
- 2022: Estudios Visuales em Brasil. Fernando Contreras y Alba Marín (coord.), Valência: Editorial Tirant, España.[51]
- 2021: Moda e as suas expressões na contemporaneidade. São Paulo: LiberArs.[52]
- 2019: Publicidade e periodização da vida: (re)significações da velhice. Curitiba: Appris.[53]
- 2017: Ensaios sobre o ódio. São Paulo: LiberArts.[54]
- 2011: Psicodinâmica das Cores em Comunicação. 6ª. edição. São Paulo Blucher.[55]
- 2006: Psicodinâmica das Cores em Comunicação. 5ª. edição. São Paulo Blucher.[56]
- 2003: Comunicação e Marketing: teorias da Comunicação e Novas Mídias. São Paulo; Editora Futura.

### Organização
- 2023: Bem-estar na cultura: consumo de satisfações? [57]
- 2023: Cultura (i)material e rituais de consumo: perspectivas semiopsicanalíticas - volume 2[58].
- 2023: PPGCom-USP 50 anos: entre o passado e o futuro, nosso percurso. São Paulo: ECA USP/Propap/Estação das Letras e Cores.[59]
- 2023: Comunicação na Agenda do Século XXI. São Paulo: ECA-USP/Propap/Estação das Letras e Cores.
- 2022: XI Propesp PP: light plus. E-book do evento. São Paulo: ECA USP/ABP2[60].
- 2021: Mediações, perspectivas plurais. São Paulo: Estação das Letras e Cores.[61]
- 2021: Cultura (i)Material e rituais de consumo: Perspectivas semiopsicanalíticas. São Paulo: ECA-USP.
- 2020: Mediações: perspectivas plurais. São Paulo: Estação das Letras e Cores.[62]
- 2015: Levanta, sacode a poeira e dá a volta por cima. São Paulo: Casa Semio.[63]
- 2013: Universo Sígnico da Pirataria: Falso? Verdadeiro! São Paulo: ECA-USP.[64]
- 2007: Hiperpublicidade: Fundamentos e interfaces – Vol. 1. São Paulo: Cengage Leaning.
- 2007: Hiperpublicidade: Atividades e tendências – Vol. 2. São Paulo: Cengage Leaning.
- 2007: Voluntariado e a Gestão das Políticas Sociais. São Paulo; Editora Futura.

## Prêmios e títulos
- 2022 - Ganhadora do Prêmio Belmiro Siqueira, pela obra coletiva Tendências da Administração em Debate (do CRA SP).[65]
- 2020 - Indicação e finalista ao Prêmio Jabuti, na categoria economia criativa, com o livro Publicidade Antirracista[66]
- 2012 - Indicação Prêmio Jabuti obra coletiva, Prêmio Jabuti.[67]
- 2012 - Voto de Louvor, PPGCom ECA-USP.[68]
- 2007 - Medalha Carlos Eduardo Lins da Silva - Publicom - Melhor Publicação na área, INTERCOM - Durante o V Simpósio Nacional de Ciências da Comunicação.